# Вилла Бергер (Лангенфельд)
Вилла Бергер (нем. Villa Berger) — памятник истории и архитектуры в городе Лангенфельд (Северный Рейн-Вестфалия, Германия).

## История

### Юлий Бергер
Предприниматель Юлий Исаак Бергер родился в Ройсрате (Reusrath) в 1858 году. В 1880-х годах он работал в компании Ulmer, специализировавшейся на плавлении жира. Он также занимался торговыми операциями и открыл магазин по продаже меха и кожи. Вместе со своей женой Бертой родили четырёх детей: Энн, Карла, Георга и Германа. Семья пользовалась большим уважением в Лангенфельде. Исаак Бергер вошёл в местный совет в 1904 году как представитель объединённых гражданских партий. В 1912 году он был третьим в списке претендентов на должность первого советника и помощника бургомистра.
В 1906—1907 годах он построил себе виллу в стиле позднего историзма недалеко от центра Лангенфельда по проекту дюссельдорфского архитектора Оскара Розендаля (Oskar Rosendahl), в которой прожил с семьёй более 20 лет. Юлий Бергер скончался в 1930 году.

### Время нацизма
Третий рейх конфисковал у еврейской семьи Бергер бизнес и частное имущество. «…за виллу было заплачено 40 000 рейхсмарок», — говорится на мемориальной доске, размещённой у входа в виллу. Эта сумма должна была быть уплачена Германскому рейху как «еврейский налог». Семья Бергер была вынуждена перебраться в соседний дом.
После ночи погрома в 1938 году вилла стала собственностью Эрнста Ибаха, законного подписанта и зятя семьи предпринимателей Бернхарда.
Сын Герман Бергер эмигрировал в Уругвай в 1938 году. Его сестра Энн написала ему после целенаправленных атак подразделений СА: «Наш любимый дом дважды подвергался самым ужасным нападениям целых банд. Подобно зверям, они прошли через сквер в дом, и все было разрушено топорами и колунами».
Мать и трое детей бежали в Англию и Францию.

### Современность
Семья Бергер не вернулась в Германию, за исключением Энн, поселившуюся в Дюссельдорфе, где она скончалась ы 1881 году, но похоронена на еврейском кладбище в Лангенфельде (городской район Рихрат (Richrath). На надгробии не указаны даты жизни, а только «Лангенфельд: рождение-упокоение».
После войны город купил виллу и начал использовать его по-разному. Первоначально он использовался как молодёжный, культурный центр и ЗАГС, так как помещения на Хауптщтрассе (Hauptstrasse 11-13) были слишком тесными для всех городских организаций Лангенфельда. С 1978 года она стала собственностью земли Северный Рейн-Вестфалия, которая использовала виллу в качестве пристройки к окружному суду, который первоначально размещался в помещении старой ратуши. С 1997 по 2000 год город Лангенфельд арендовал его для использования в качестве молодёжной музыкальной школы. После того, как для музыкальной школы было определено более обширное и современное помещение, вилла два года пустовала. Затем здание выкупил бизнесмен Маркус Вебер, назвавший виллу «Замком Спящей красавицы» из-за её полного зарастания ползучими растениями. После капитального ремонта вилла используется как частный коммерческий офис, частично, как бюро компании-разработчика программного обеспечения Weber.